# Pour toujours (roman)
Pour les articles homonymes, voir Pour toujours.
Pour toujours (titre original : Everlasting) est le sixième tome de la série de romans Éternels, d'Alyson Noël, paru en 2011.

## Résumé
Ever et Damen ont passé des siècles à affronter des rivaux cruels et des amis jaloux, toutefois leur amour est resté intact. Maintenant que leurs ennemis ont été vaincus, les amants se lancent dans une nouvelle quête : débarrasser Damen du poison qui le détruit à petit feu. L’antidote tant convoité est devenu la clé de l’avenir radieux auquel ils aspirent depuis toujours. Cependant leurs recherches vont les mener sur un terrain dangereux, au cœur des ténèbres de l’Été perpétuel : un marais où la pluie est éternelle mais la terre désespérément aride… Ever et Damen y découvriront les origines de leur passion : une histoire sombre qu’ils n’auraient jamais imaginée.
Ensemble, ils vont devoir affronter la vérité. Pourquoi sont-ils aussi intensément liés ? Leur futur ne tient plus qu’à une ultime décision qui pourrait tout remettre en cause… même leur immortalité.